# Salvazaon
Salvazaon is een kevergeslacht uit de familie van de boktorren (Cerambycidae). De wetenschappelijke naam van het geslacht werd voor het eerst geldig gepubliceerd in 1928 door Pic.

## Soorten
Salvazaon omvat de volgende soorten:
- Salvazaon curticornis (Pic, 1939)
- Salvazaon breve Pic, 1940
- Salvazaon metallicum Pic, 1928
- Salvazaon saginatum Holzschuh, 1999